# 15 cm Nebelwerfer 41
 (septembre 2017).
Le 15 cm Nebelwerfer 41 (15 cm NbW 41) est un lance-roquettes multiple allemand utilisé par la Wehrmacht au cours de la Seconde Guerre mondiale construit à plus de 5000 exemplaires. Quelques dizaines d'unités furent vendues en début 44 à l'Italie fasciste (République de Salo).

## Caractéristiques techniques Nebelwerfer 41
Le Nebelwerfer 41 possède un poids de 540 kg non chargé, des tubes d'une longueur de 1,30 mètre avec un armement composé de 6 roquettes WGr de 150 mm d'une vitesse initiale de 340 mètres par seconde. Sa cadence de tir était de 6 fusées en 10 secondes soit 3 fois 6 fusées en 5 minutes.

## Caractéristiques techniques de la roquette 150 mm WGr

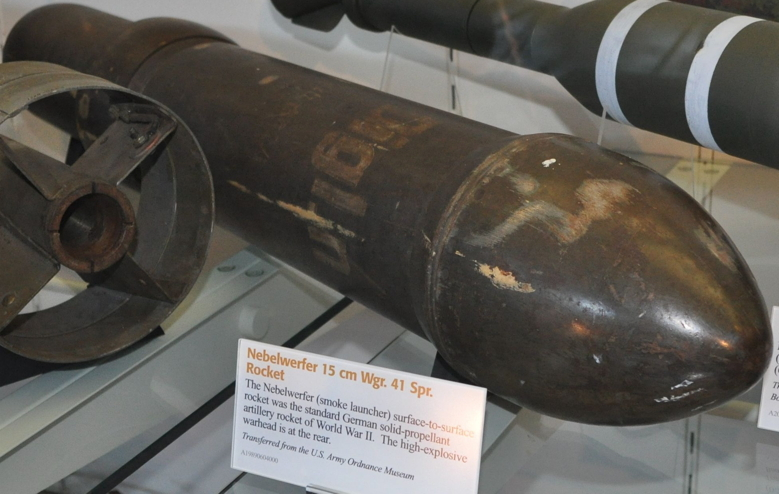
Projectile Wgr. 41 pour le 15cm Nbw 41 au Steven F. Udvar-Hazy Center

D'une longueur de 0,93 mètre et d'un poids de 32 kg, la roquette WGr de 150 mm avait une charge utile de 2,4 kg de trinitrotoluène et une portée maximale de 7060 m pour une vitesse initiale du projectile de 342 mètres par seconde.

### Caractéristiques techniques de la fusée fumigène 15 cm. Wurfgranate 41 WRH Nebel
La fusée fumigène quant à elle avait une masse de 35 kg et une charge utile de 3.85 kg de fumigène.

## Construction
Plus de 5000 exemplaires sont construits.

## Galerie
en action

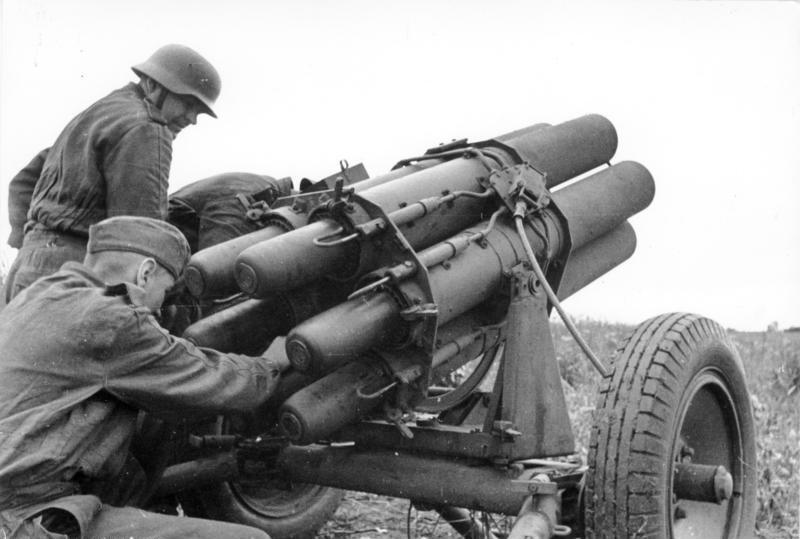
Nebelwerfer 41 en cours de chargement
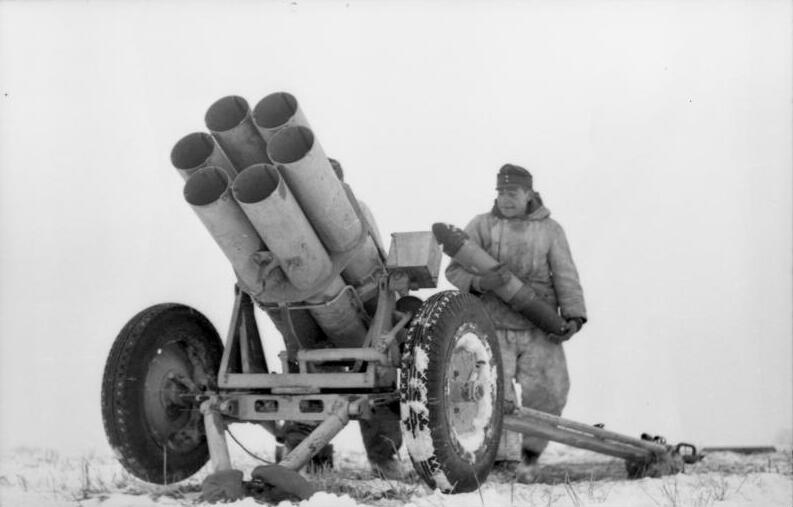
Nebelwerfer 41 dans la neige russe
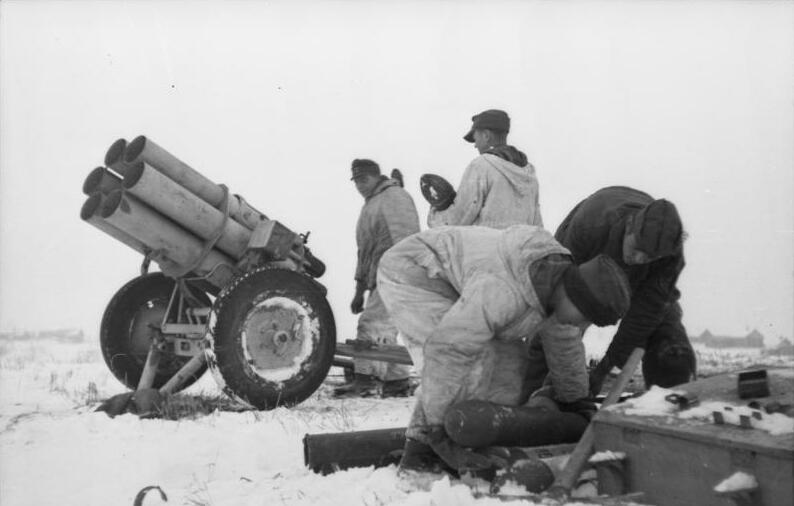
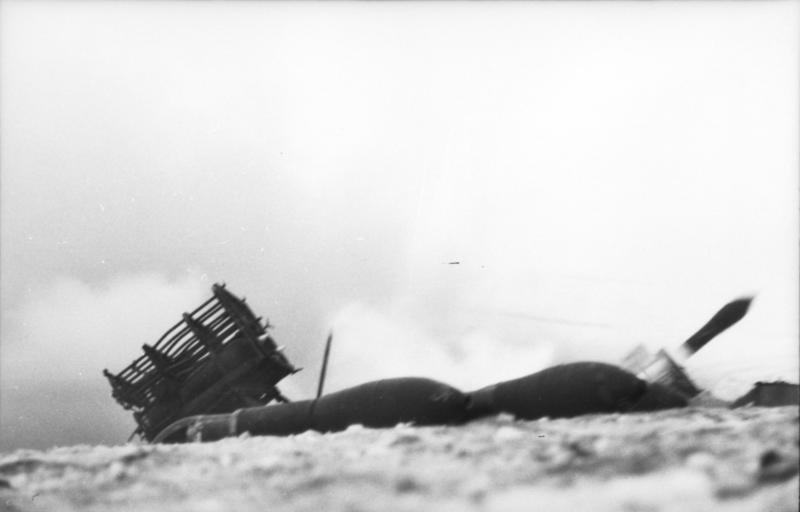
Tirs de Nebelwerfer
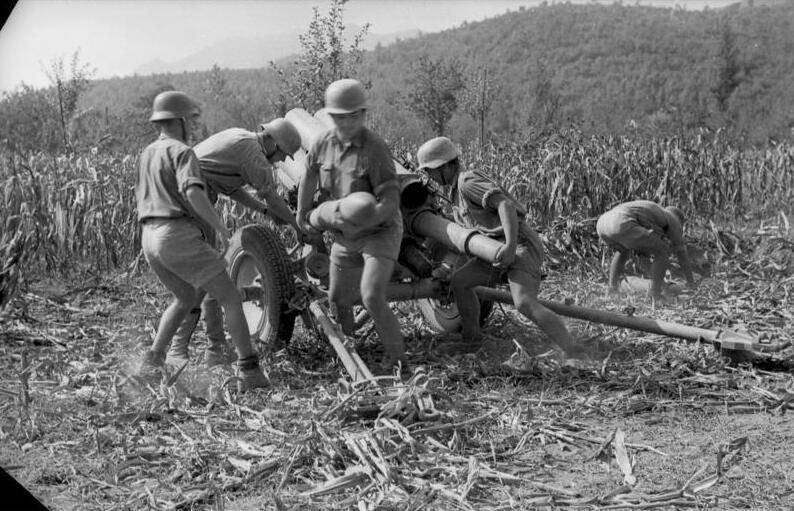
Nebelwerfer en Italie
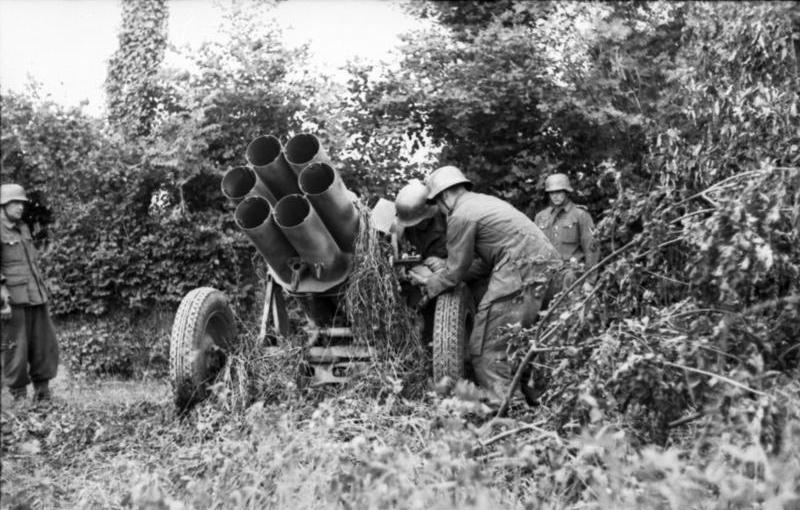
Nebelwerfer 41 en France
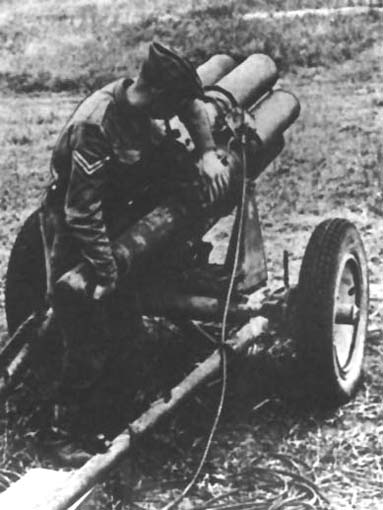
Un soldat allié inspectant un Nebelwerfer capturé
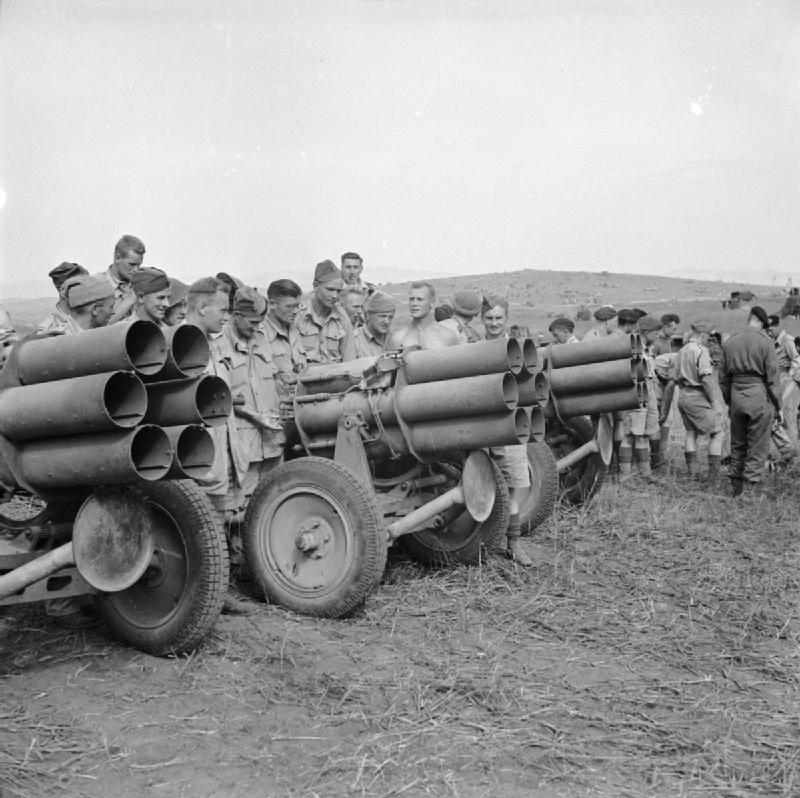
L'Armée britannique en Tunisie avec leurs prises de guerre

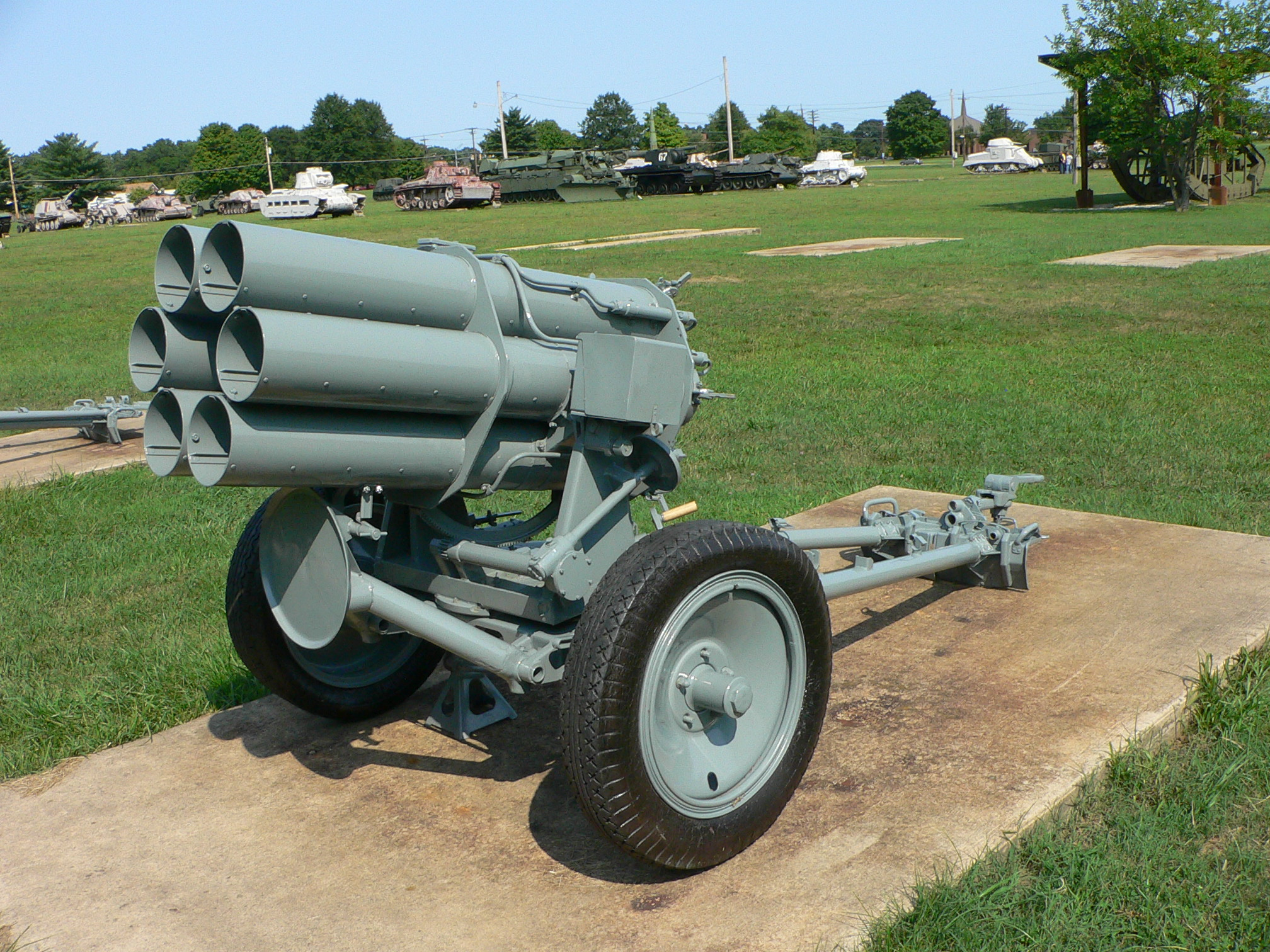
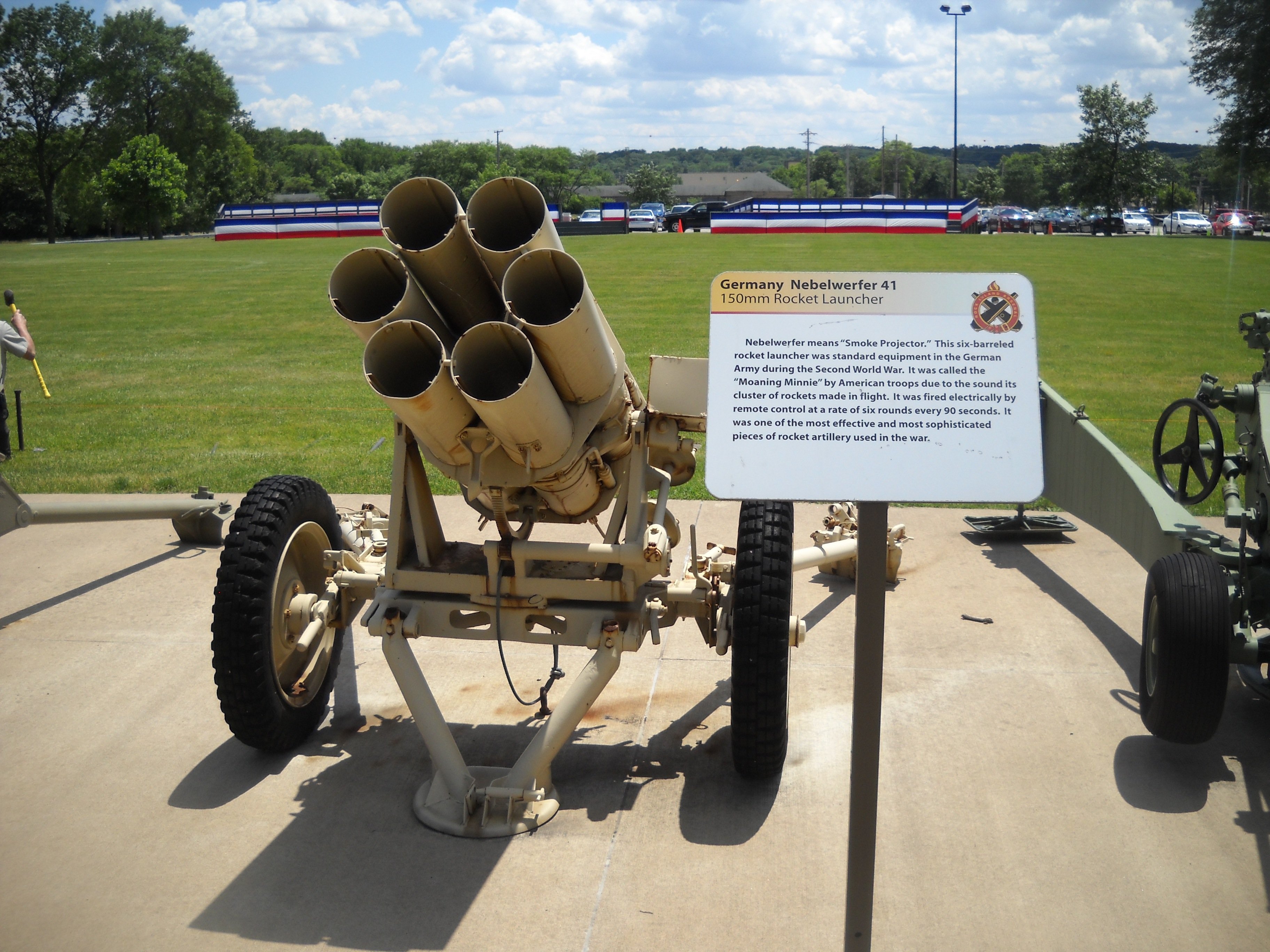
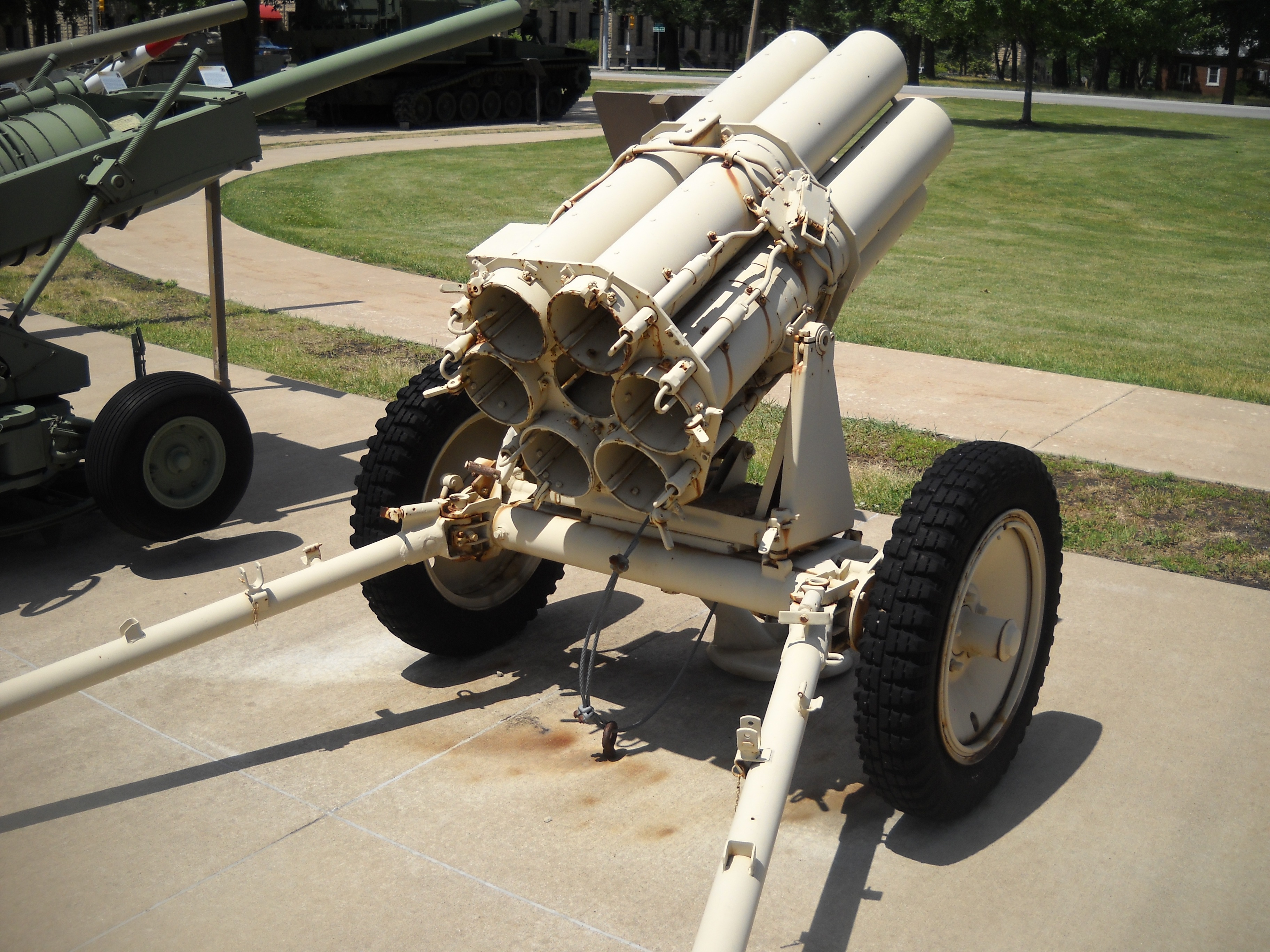

en musée